# Ebola
Ebola, förkortat EVD (Ebola Virus Disease),  är en epidemisk sjukdom som orsakas av ebolavirus. Namnet kommer från Ebolafloden i Kongo-Kinshasa,  där de första utbrotten ägde rum 1976, samtidigt med utbrott i Nzara i Sudan.
Ebolafebern är en blödarfeber där viruset påverkar endotelcellerna i blodkärlen och minskar koagulationsförmågan, vilket leder till att blod läcker ur blodkärlen och kroppen hamnar i hypovolemisk chock (cirkulationssvikt). Sjukdomen smittar via kroppsvätskor och är mycket dödlig. Virusstammen Ebola zaire har en dödlighet på 80 procent.

## Viruset
Ebolaviruset är av en minussträngad RNA-typ som morfologiskt sett består av ett linjärt genom som är helt inkapslat i ett membran av glykoprotein. Vid sekvensering och karakterisering av antigener från olika utbrott bland människor har man kunnat identifiera fyra subtyper av ebolaviruset; Ebola sudan, Ebola zaire, Ebola ivory coast och Ebola reston. Den sistnämnda skiljer sig från de övriga genom att den inte orsakar sjukdom hos människor och att den härstammar från Asien.
Ebolavirus ger den infekterade så kallad hemorragisk feber, blödarfeber, och är en zoonotisk sjukdom som smittar genom direktkontakt med levande eller döda infekterade djur. Tillsammans med Marburgvirus bildar ebolaviruset familjen Filoviridae.

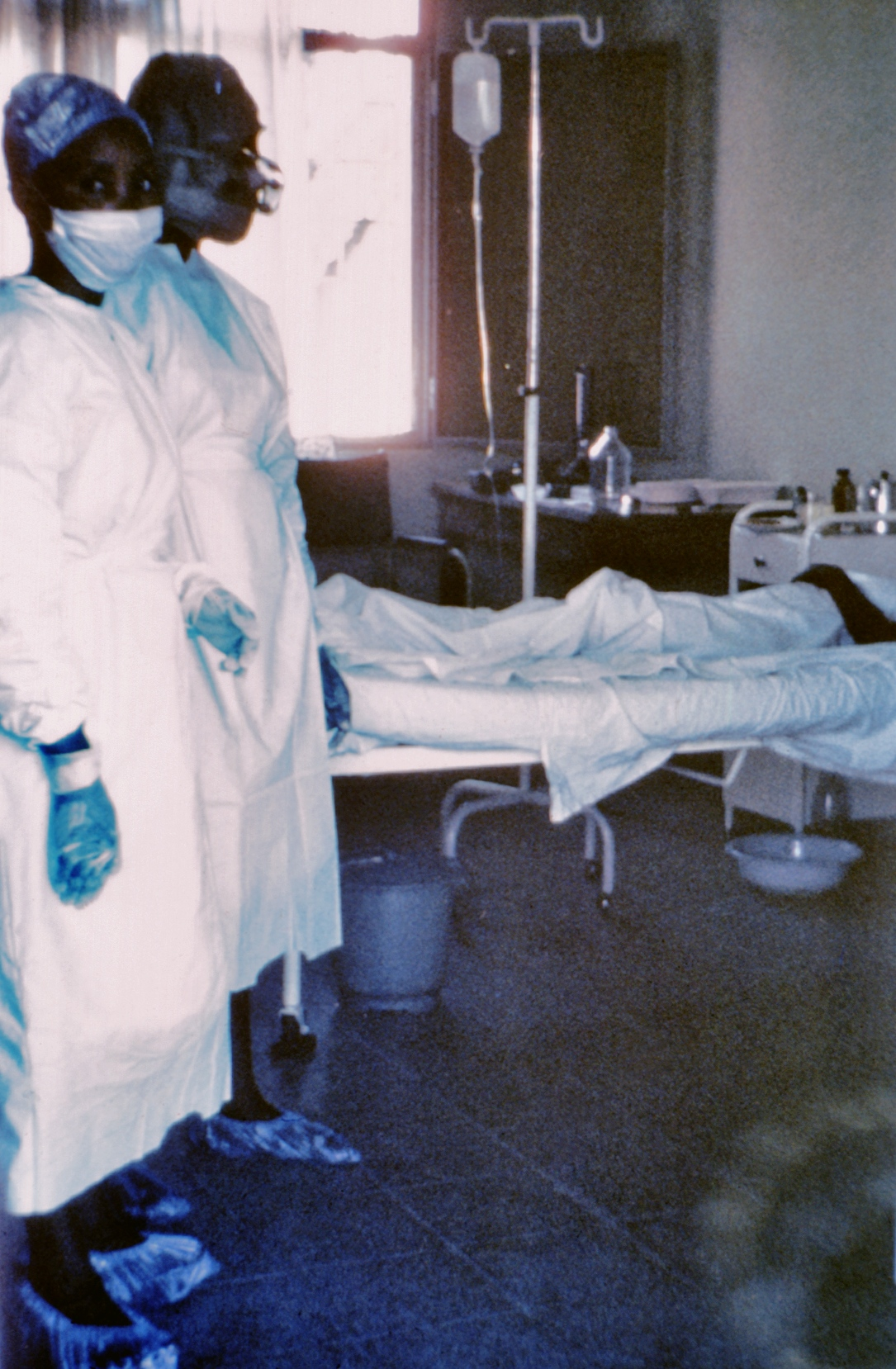
Ett fotografi från 1976 som visar två sjuksköterskor som står vid Mayinga N'Sekas sjuksäng. N'Seka avled några dagar senare av allvarliga inre blödningar.

## Historia
Ebolaviruset påträffades 1976. De första dokumenterade utbrotten skedde närapå samtidigt av de båda typerna Ebola sudan och Ebola zaire. Det första utbrottet uppstod, som namnet antyder, i Sudan och påverkade två städer mellan månaderna juni och november. Dödligheten låg omkring 53 %, 150 av 284 infekterade, vilket är karakteristiskt för subtypen Ebola sudan. Det andra utbrottet skedde i Kongo-Kinshasa (före detta Zaire) mellan månaderna augusti och november 1976. Detta orsakades av virusstammen Ebola zaire och hade en dödlighet på 89 %, 284 av 318 infekterade. Efter en period på 15 år utan några rapporterade fall återuppstod sjukdomen 1994 och härjade i tre år i Afrika. De stammar av virus som visade sig vid denna period var främst en ny subtyp som identifierades, Ebola ivory coast, och flera utbrott av typen Ebola zaire. Under åren 2000–2004 skedde flera utbrott av Ebola zaire och en återuppståndelse av Ebola sudan. En annan händelse som karakteriserade perioden var de många ebolautbrotten bland större djurarter, främst bland gorillor och schimpanser.
Från sjukdomens upptäckt 1976 till 2007 inträffade 17 utbrott av ebolafeber i Afrika. Uganda drabbades i slutet av juli 2012 av det tredje utbrottet av sjukdomen på tolv år.

### Epidemi 2014
Det största utbrottet av sjukdomen var ebolautbrottet i Västafrika 2014, där en epidemi pågick i tre länder fram till 2016, Guinea, Sierra Leone och Liberia sedan december 2013, och enstaka fall inträffade i Mali och Senegal. 28 646 blev smittade och 11 328 dog i utbrottet.
Hösten 2014 kom enstaka fall även att inträffa i länder utanför Västafrika. Fram till den 28 oktober 2014 hade 20 fall konstaterats i Nigeria. Fem fall hade då konstaterats utanför Afrika (i USA och Spanien), varav ett med dödlig utgång. Allt som allt hade det västafrikanska utbrottet omfattat 13703 fall fram till den 28 oktober 2014, varav 4922 dödliga fall.
Det första internationella fallet gällde Teresa Romero, en 44-årig sjuksköterska i Madrid, som visade symtom tidigt i oktober, efter att ha vårdat en präst som återvänt från Västafrika.
Oberoende av det väst-afrikanska utbrottet uppstod ebolautbrottet i Kongo-Kinshasa 2014 den 24 augusti men deklarerades som upphört i november 2014 efter 42 dagar utan några nya fall. Totalt inträffade 66 fall varav 49 dödliga under detta utbrott.

## Smittspridning
Ebolaviruset cirkulerar i den Centralafrikanska regnskogen och det kan infektera både människor och många icke-människoapor. Om en människa blir infekterad med ebolavirus kan denne sprida detta till andra människor, huvudsakligen genom närkontakt med infekterat blod, sekret eller vävnad. Det pågår en diskussion om huruvida viruset smittar på avstånd. Svenska myndigheter uppger att smittan inte är luftburen. En person är smittsam endast då denne visar symptom. Smittan kan dock eventuellt spridas flera meter i luft i små droppar vid till exempel en nysning.
Hos de flesta utbrotten av ebola är källan för överföringen till människan inte identifierad, men i många fall kan man spåra utbrotten till hantering av djurkadaver. Efter att ha obducerat en infekterad schimpans blev en schweizisk etnolog infekterad av viruset 1994. Vid ett annat fall blev en grupp barn i Gabon infekterade 1996 efter att ha hittat och styckat ett schimpanskadaver i skogen. Vid alla de utbrott som skedde i Gabon mellan 2001 och 2003 är källan till spridningen till människan väl känd och dokumenterad. Alla dessa utbrott, där vissa hade fler källor än en, skedde efter människor hade hanterat djurkadaver funna i skogen. Under samma period påträffades ett stort antal döda djur i intilliggande skogar vid utbrotten i Gabon och en stor del av dessa testades positivt för ebola. Analyser av djurkadaver visar att de stora aporna i de Centralafrikanska skogarna är i synnerhet i riskzonen när det gäller sjukdomen. Forskare säger att allt pekar på fladdermöss, sjukdomen sprids alltså i kontakt med fladdermöss.

## Reservoar
Ebolautbrott bland stora apor verkar inte utvecklas genom att en individ blir infekterad och sedan infekterar andra individer utan att troligare från en massiv simultan infektion från den naturliga reservoaren under fördelaktiga omständigheter i miljön. Man tror inte att människor kan bli direkt infekterade av den naturliga reservoaren utan denna infektion är sekundär och är generellt kopplad till hanteringen av infekterade djurkroppar. Man vet inte med säkerhet vilket djur som är sjukdomens naturliga reservoar men ett spår av epidemiologiska ledtrådar gör att fladdermöss är den troligaste kandidaten för ebolaviruset. Många andra virus som är genetiskt släkt med familjen Filoviridae, exempelvis Rhabidoviridae och Paramyxoviridae, har fladdermöss som reservoar.
Under utbrott av Ebola zaire i Gabon 2001 och 2003 hittades bevis på asymptomatisk infektion i tre arter av fruktfladdermöss (Hypsignathus monstrosus, Epomops franqueti och Myonycteris torquata). Fladdermössen lever i de miljöer där infektionen cirkulerar och man har även hittat Ebola zaire-specifika antikroppar i ~5 % av de tre fladdermusarterna i både endemiska och icke-endemiska regioner vid tiden av ett utbrott. Enligt en studie som publicerades i januari 2019 hittades själva ebolaviruset i fladdermusen Miniopterus inflatus.

## Infektionsförlopp
Infektionsförloppet hos ebola liknar de som sker hos andra filovirus. Dendritceller, monocyter och endotelceller är de första att bli infekterade vilket hejdar immunförsvaret redan från början. Dessa celler fungerar även som transportmedel för viruspartiklarna så att de når andra delar i kroppen, som lymfknutor, lever, lungor och mjälten. 
Även endotelceller som klär blodkärlens innerväggar blir infekterade. De skadas eller går sönder vid frisläppningen av nya viruspartiklar vilket till slut leder till skador på kärlväggarna. De infekterade cellerna producerar extremt hög halt av cytokiner vilket leder till mycket hög feber och stark inflammation, dessutom producerar de ämnen som försämrar koagulationsförmågan i blodet och glykoproteiner som försämrar endotelcellernas förmåga att fästa vid varandra. När skadorna på kärlväggarna blir så stora att cellerna inte fäster vid varandra och koagulationsförmågan försämras så läcker blod ut genom kärlväggarna. Detta leder i sin tur att kroppen hamnar i chock på grund av blodförlust.

## Symptom
Ebola zaire och Ebola sudan är mycket patogena för människor och andra primater.
Inkubationstiden är enligt flera källor 2 till 21 dagar, men en studie som inkluderar data från Västafrika 2014 visar 21 dagar kan vara i underkant. Därefter utvecklar den infekterade så kallad hemorragisk feber; hög feber, diarré, kräkningar, andningssvårigheter och blödningar ur ändtarmen. Sjukdomen diagnostiseras med hjälp av ELISA (Enzyme-Linked ImmunoSorbent Assay).
Ungefär 50 % utvecklar röda utslag främst på bål och skuldror. Huvuddelen av de infekterade uppvisar en försämrad koagulationsförmåga men massiva blödningar är ovanliga, dessa är främst begränsad till mag- och tarmkanalen. Döden inträffar inom 6 till 16 dagar, om ingen behandling sätts in, som ett resultat av organsvikt och chock. Dödligheten hos de olika subtyperna varierar men ligger omkring 80 % för Ebola zaire och 50 % för Ebola sudan.
Ca 1860 rapporterade fall av ebolafeber, 1296 dödsfall, (2007).

## Behandling
I mars 2009 råkade en forskare som arbetade i ett högrisklaboratorium sticka sig själv med en nål som precis använts för att infektera en mus med ebolavirus. I Storbritannien hände detsamma 1976, i USA 2004 och i Ryssland 2004, varav det sistnämnda ledde till ett dödsfall. Laboratorieolyckor med ebolavirus är ovanliga men skulle kunna få katastrofala följder då sjukdomen är extremt smittsam och det för närvarande inte finns något effektivt vaccin eller någon behandling, förutom för Kent Brantly och Nancy Writebol efter att ha fått testmedicinen ZMapp. För tillfället hanterar man den överväldigande delen av fall med ebola genom att isolera individen och försöka behandla de symptom som sjukdomen ger.
Det finns för närvarande varken pro- eller postexponeringsbehandling.
Det finns inga specifika mediciner eller vaccin för människor men man har utvecklat flera vaccin som kan ge visst skydd för icke-människoapor mot sjukdomen.
Ett vaccin med namnet rVSV-ZEBOV, som har visat sig säkert och skyddande mot Zaire-stammen av ebolaviruset, rekommenderas av Strategic Advisory Group of Experts on Immunization (SAGE) för användning vid ebolautbrott orsakade av denna stam om det inte finns licensierade alternativ.

Rädslan för introduktion av ebola i ickeendemiska länder och möjligheten att använda det som biologiska vapen har ökat strävan att finna ett vaccin eller botemedel. Även inom bevarandebiologin har intresset ökat på grund av hotet mot de stora aporna i centrala Afrika. Identifikationen av den naturliga källan är en viktig faktor för att förstå ebolavirusets ekologi, vilket kan hjälpa i utvecklingen av vaccin.